# Балиева, Агнесса Суреновна
Агне́сса Суре́новна Бали́ева (род. 23 февраля 1947, Москва, СССР) — артистка балета, ведущая солистка Большого театра, хореограф, педагог. Заслуженная артистка РСФСР (1984).

## Биография
Родилась 23 февраля 1947 года в Москве в семье Сурена Аванесовича Балиева (княжеского рода) — кандидата геолого-минералогических наук и ведущей солистки балета Большого театра Изабеллы Болеславовны Балиевой (Свидерской). Мать (Заслуженный работник культуры РСФСР) была первым педагогом Агнессы.
Училась в Московском академическом хореографическом училище (МАХУ) у Галины Кирилловой и Евгении Фарманянц.
Будучи ученицей МАХУ, на I-ом Всесоюзном конкурсе хореографических номеров на современную тему первой исполнила номер «Солдат и смерть» на музыку С. С. Прокофьева (1965 год, балетмейстер И. Г. Есаулов) и стала лауреатом (диплом 1-й степени). Также исполняла партии в спектаклях и концертах (МАХУ) такие, как: вариация «Птицы» в балете «Аистенок» на музыку Д. Л. Клебанова (1964 год), вариация «Красного лепестка» в балете «Цветик-семицветик» на музыку Е. П. Крылатова (1965 год), вариация в Гран па «Пахита» (1966 год) на музыку Л. Минкуса.
Солистка в 1-й симфонии С. С. Прокофьева (1966 год).
В 1964 году солировала в выпускном спектакле «Болеро» Московского хореографического училища (балетмейстер Л. М. Лавровский).
В 1966 году окончила МАХУ.
В 1966—1986 годах работала в Большом театре, занималась в классе М. Т. Семеновой.
Свой обширный характерный, а также классический репертуар готовила под руководством Н. Р. Симачева, С. Г. Кореня, К. Я. Голейзовского, Л. А. Поспехина, Т. Варламовой.
Участвовала в многочисленных гастролях балета Большого театра и в концертных программах за пределами СССР (Северная и Южная Америка, Англия, Франция, Германия, Бельгия, Италия, Япония, Австрия, Греция, Голландия, Турция, Кувейт, Сирия, Индия, Венгрия, Болгария, Чехословакия, Югославия, Польша и другие страны).
А также участвовала в многочисленных концертных программах, которые проходили в залах Москвы и других городов СССР.
В концертном репертуаре Агнессы Балиевой — фрагменты из классических балетов и хореографические номера «Лезгинка» А. И. Хачатуряна и «Непокоренная» Д. Б. Кабалевского.
С участием Агнессы Балиевой выпущена телезапись спектакля Большого театра «Щелкунчик» (1978 год, Индийская кукла; композитор П. И. Чайковский, реж. Е. А. Мачерет, гл. ред. муз. программ ЦТ). Также снималась в фильме «Спартак» в роли куртизанки (композитор А. И. Хачатурян, постановка Юрия Григоровича). На большой экран фильм вышел в 1977 году.
Записи телепередачи и концертных программ с участием Агнессы Балиевой (гл. ред. муз. программ Гостелерадиофонда):
- Концертная программа «Концерт мастеров искусств» (1971 год) — Испанский танец из 3-го действия балета «Лебединое озеро» (композитор П. И. Чайковский),
- Концертная программа «Средь шумного бала» (1972 год),
- Передача «О балете. Характерный танец» из цикла «О балете» (1978 год) — Индийский танец из 2-го акта балета «Щелкунчик» (композитор П. И. Чайковский)

С 1987 года педагог классического, характерного и историко-бытового танцев.
В 1990 году окончила Российский университет театрального искусства (ГИТИС) по специальности «Искусство хореографии» (педагоги Г. Н. Прибылов, Ф. Н. Хачатурян).
В 1992 году работала в Лондонской Королевской балетной школе, в 1995-1996 годах преподавала в Колледже и Институте современного искусства (кафедра хореографии), в 1996 году — в Хореографической школе имени Л. М. Лавровского.
В 1994-2003 годах — в Детской школе искусств г. Москвы, где поставила хореографические номера для учащихся (хореография А. С. Балиевой): «Песня без слов» на музыку Ф. Мендельсона, «Волшебные девы» на музыку М. И. Глинки, «Экспромт» на музыку Ф. Шуберта и многие другие номера, которые были показаны на прославленных сценах Музыкального театра им. Станиславского и Немировича-Данченко, Концертного зала им. Чайковского, а также на других престижных сценах Москвы.
С 1999 по 2007 год — художественный руководитель, а также член жюри Московских международных конкурсов «Лицо Евразии», «Лицо мира» и «Лидер года», где проводился смотр профессионального исполнения народного танца.

## Семья
Была замужем за Саидом Ахмедовым — историком по образованию. Дочь — Карина Агеева 1973 года рождения (образование хореографическое и юридическое), внучка — Дарина и внук — Иван.

## Об Агнессе Балиевой
«…стоило идти в Нью Йоркский Государственный театр уже ради Агнессы Балиевой, захватывающей дыхание и берущей за сердце в „Цыганском танце“ балета „Каменный Цветок“.»
Оригинальный текст (англ.)«…Agnessa Balieva, breathtaking and even heartbreaking in the ballet`s gypsy dance, is worth a trip to the New York State Theatre alone…» 
— The New York Times, 5 августа, 1979 год, Анна Киссельгофф

«…одна из интереснейших исполнительниц характерного танца в Большом Театре. Агнесса Балиева держит эстафету на том высоком уровне, на котором исполняли характерные танцы в свое время такие блестящие танцовщицы Большого Театра, как В. Ф. Галецкая, Я. Г. Сангович, Н. А. Капустина, Н. Д. Касаткина и Е. А. Холина. Прекрасная яркая внешность, высокий рост, гибкость, пластичность, а самое главное, неодолимое желание проявить себя на сцене темпераментно, постоянно совершенствуясь, находя новые краски и средства выразительности.»
— Н. Симачев

«… У Балиевой благородная сценическая внешность, чрезвычайно своеобразная графика в движениях. Яркая индивидуальность и разнообразие жанровых возможностей…»
— Н. Касаткина

«Эффектная, броская внешность, высокий рост, темперамент, экзотичность пластических линий, законченность и графичность поз, быстро выдвинули Агнессу Балиеву в число ведущих характерных танцовщиц. Благородство сценических манер и безупречное владение выразительным жестом позволили Агнессе Балиевой выступить в партиях „знатных особ“…»
— А. Исайчев

«А. С. Балиева (Россия). Признанный мастер характерного танца. Одна из лучших представительниц отечественной школы классического, характерного танца 70-80 гг.»
— С.С. Мамулов, энциклопедия «Удивительный народ из страны чудес»

## Награды и звания
- 1976 — Медаль «За трудовое отличие»
- 1984 — Заслуженная артистка РСФСР
- 1997 — Медаль «В память 850-летия Москвы»

## Репертуар (основные партии)
- 1967 — «Лебединое озеро» П. И. Чайковского — Испанский танец
- 1967 — «Кармен-сюита» Ж. Бизе в аранжировке Р. К. Щедрина — Рок
- 1967 — «Бахчисарайский фонтан» Б. В. Асафьева — Невольница
- 1967 — «Кармен» Ж. Бизе — Олэ
- 1968 — «Дон Кихот» Л. Минкуса — Болеро
- 1968 — «Спартак» А. И. Хачатуряна — Куртизанка
- 1969 — «Дон Кихот» В. В. Желобинского — Цыганский танец
- 1970 — «Конек-Горбунок» Р. К. Щедрина — Цыганский танец
- 1971 — «Легенда о любви» А. Д. Меликова — Придворная танцовщица
- 1972 — «Щелкунчик» П. И. Чайковского — Индийская кукла
- 1972 — «Раймонда» А. К. Глазунова — Венгерский танец (постановка Л. М. Лавровского)
- 1973 — «Ромео и Джульетта» С. С. Прокофьева — Служанка (постановка Л. М. Лавровского)
- 1974 — «Щелкунчик» П. И. Чайковского — Испанская кукла
- 1974 — «Дон Кихот» Л. Минкуса — Мерседес
- 1976 — «Русалка» А. С. Даргомыжского — Цыганский танец (1-я исполнительница).
- 1977 — «Каменный цветок» С. С. Прокофьева — Молодая цыганка
- 1978 — «Князь Игорь» А. П. Бородина — Персидка
- 1979 — «Жизель» А. Адана — Батильда (репетировала с Г. С. Улановой)
- 1979 — «Ромео и Джульетта» С. С. Прокофьева — Кормилица (1-я исполнительница). Постановка Ю. Н. Григоровича в 1-й редакции.
- 1981 — «Спящая красавица» П. И. Чайковского — Крестьянский танец
- 1981 — «Хованщина» М. П. Мусоргского — Персидка
- 1983 — «Лебединое озеро» П. И. Чайковского — Владетельная принцесса
- 1984 — «Раймонда» А. К. Глазунова — Венгерский танец (в постановке Ю. Н. Григоровича 1-я исполнительница)